# Râul Valea de Pietre
Râul Valea de Pietre este un curs de apă, afluent al râului Cerna. 